# Rio Almașul Mic
O Rio Almaşul Mic é um rio da Romênia afluente do rio Valea Crişului, localizado no distrito de Covasna.